# Margaretta rajui
Margaretta rajui is een mosdiertjessoort uit de familie van de Margarettidae. De wetenschappelijke naam van de soort is voor het eerst geldig gepubliceerd in 2007 door Guha & Gopikrishna.